# فريديريك شابوت
فريديريك شابوت هو لاعب هوكي جليد كندي، ولد في 12 فبراير 1968 في إيبيرفيل ستاسيون في كندا.

## وصلات خارجية
- فريديريك شابوت على موقع دوري الهوكي الوطني (الإنجليزية)
- فريديريك شابوت على موقع قاعة مشاهير الهوكي (لاعب أن.إتش.أل) (الإنجليزية)
- فريديريك شابوت على موقع EliteProspects.com (الإنجليزية)
- فريديريك شابوت على موقع HockeyDB.com (الإنجليزية)
- فريديريك شابوت على موقع Hockey-Reference.com (الإنجليزية)